# Буин
Буин (шп. Buin) је општина у Чилеу. По подацима са пописа из 2002. године број становника у месту је био 40.091.

## Демографија
| 2002.  |
| ------ |
| 40.091 |